# Juan Pablo Bonet
Juan Pablo Bonet(Torres de Borellén, Spanyolország 1563. – Torres de Borellén, 1633.) spanyol magas rangú hivatalnok és diplomata, az első ismert olyan mű szerzője (1620), amely siket gyermekek hangbeszédre tanításának módszertanát is tartalmazza.

## Gyógypedagógiai munkássága
Minden történeti forrásmunka megemlíti, hogy Pedro de Ponce kiadatlan feljegyzéseit valószínűleg megismerte és hivatkozás nélkül használta fel. Azt azonban hitelt érdemlően tudjuk, hogy módszere jelentősen eltér a Ponce által alkalmazottól. A siketek tanítása terén való jártasságát ő is magántanítóként szerezte. Juan Pablo Bonet egyik nagy érdeme, hogy felismerte az akkor elterjedten használt betűztető (silabizáló) olvasástanítási módszer hátrányait, és kidolgozta a halló gyermekeknél is ajánlott hangoztatómódszert. 
A tanítási folyamatban a kiejtés, olvasás, írás, számolás és közismeretek tanítása követte egymást. A hangbeszédre tanításhoz a természetes jeleket és az általa szerkesztett ujjábécé-t is segítségül hívta. Fontosnak tartotta a szemléltetést, a tárgyak, képek, szavak egyeztetését, a kérdések és azokra adható válaszok gyakorlását. Jelentős elméleti munkássága is. Meghatározta a hallás folyamatának összetevőit (ható erő, megfelelő szerv, a lélek figyelme, a hangvezető), a némaságot, annak okait (a süketség és a nyelv beteges állapota).

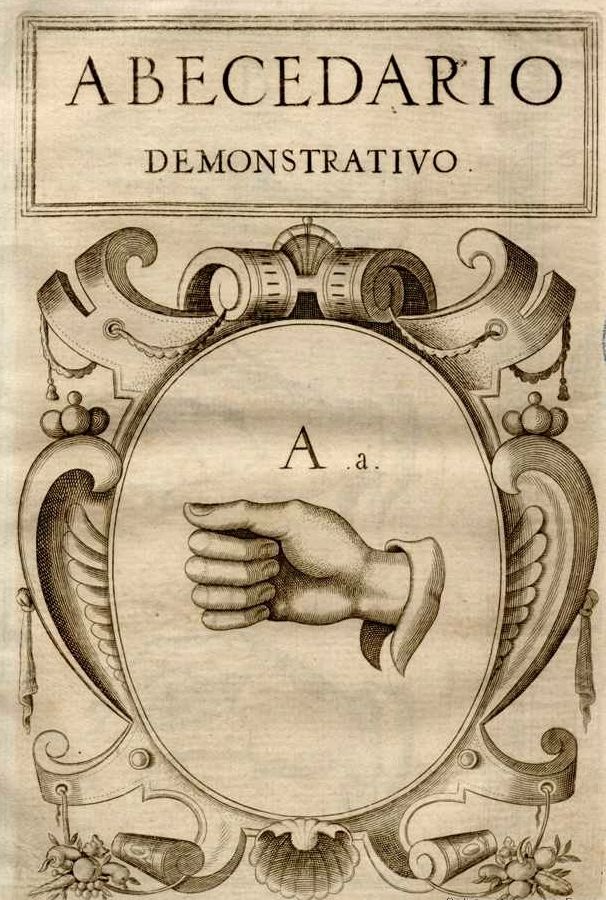
A.
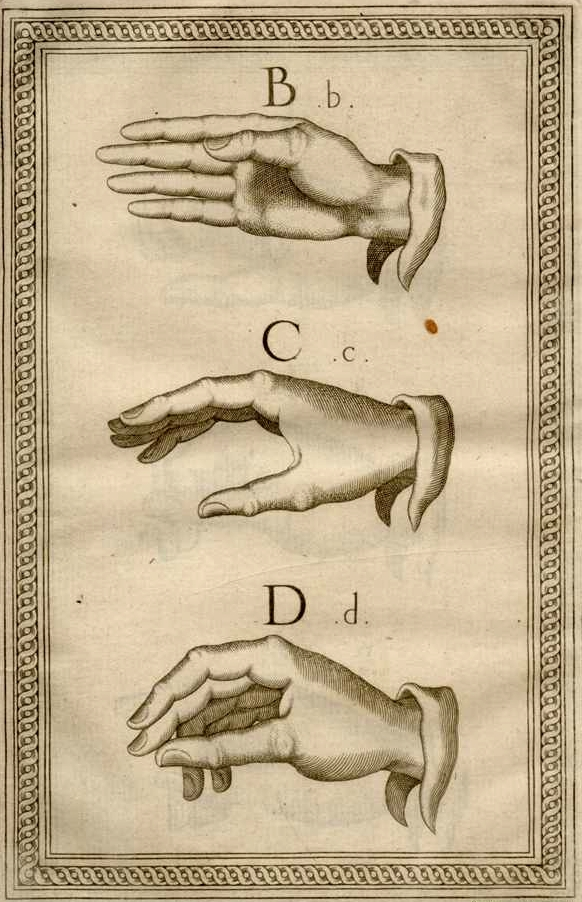
B, C, D.
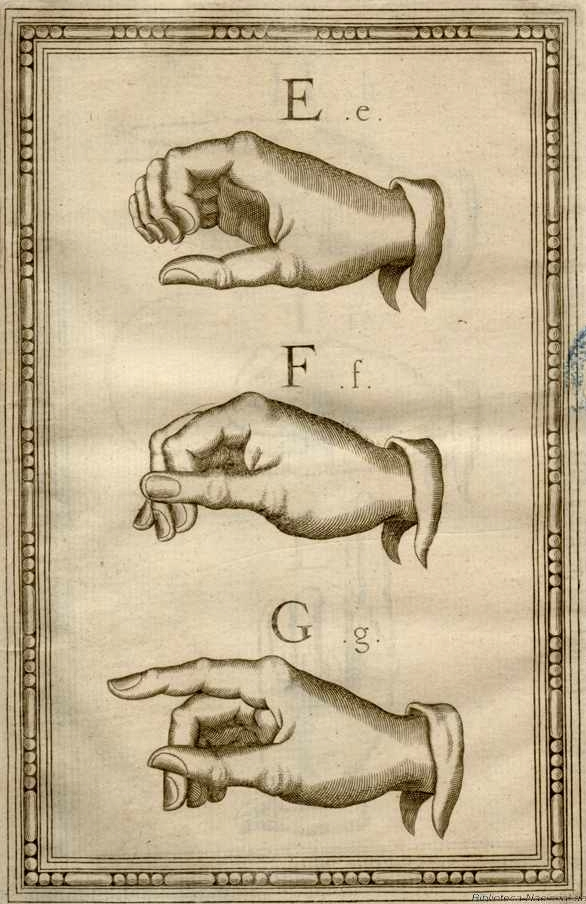
E, F, G.
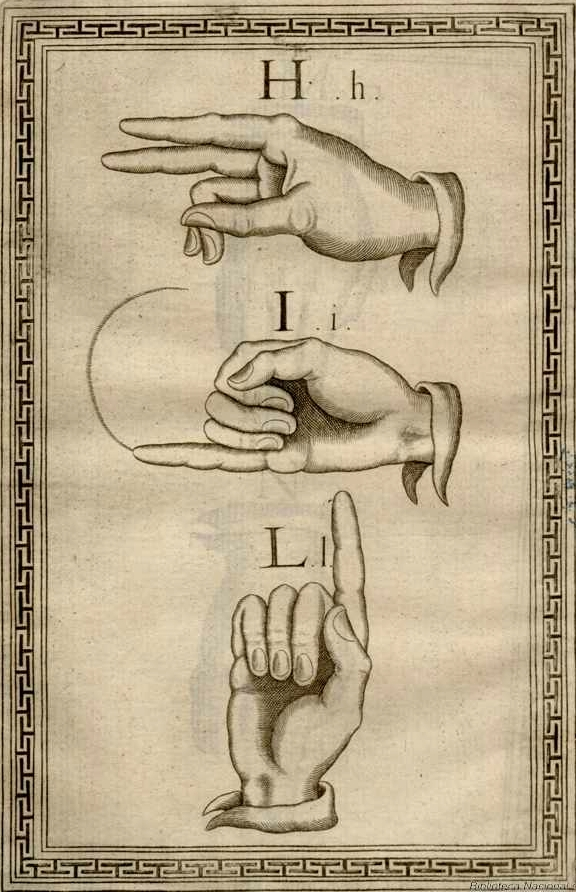
H, I, L.
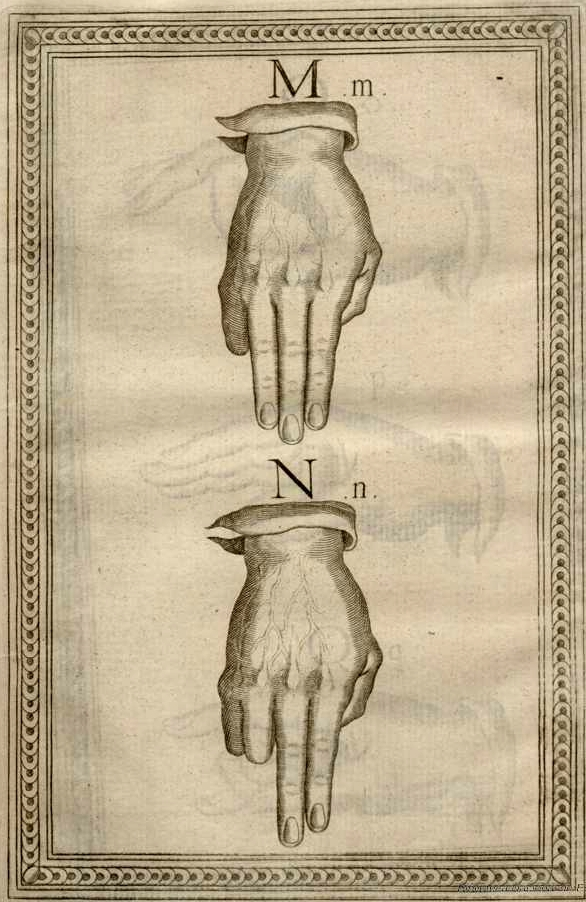
M, N.
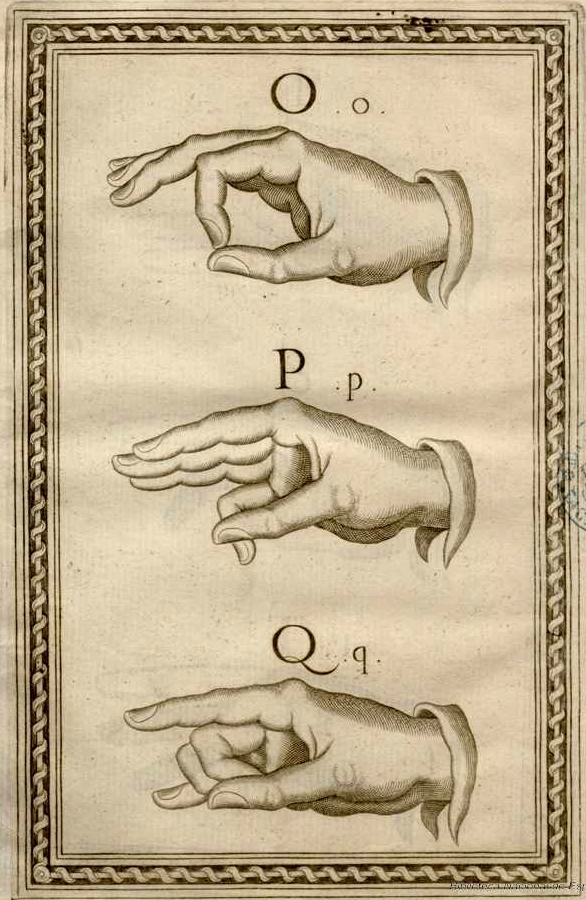
O, P, Q.
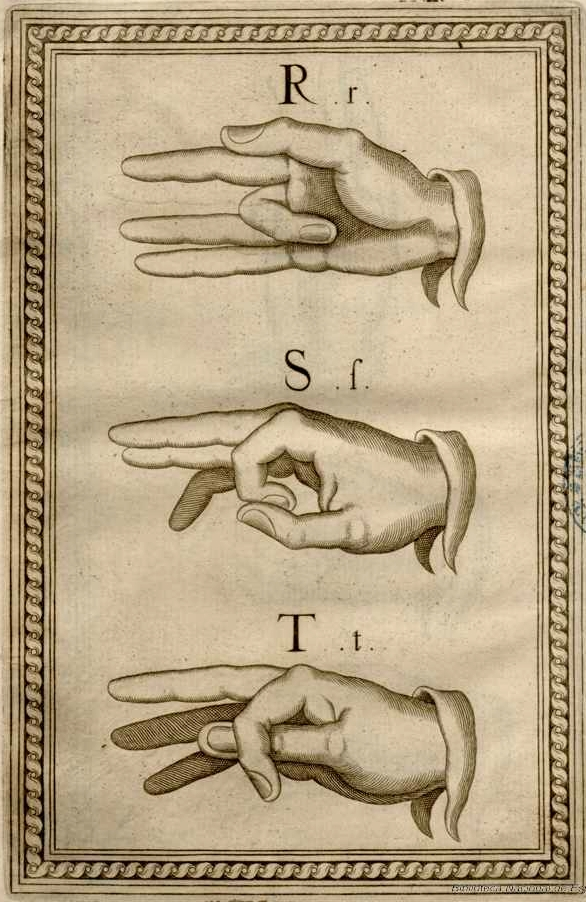
R, S, T.
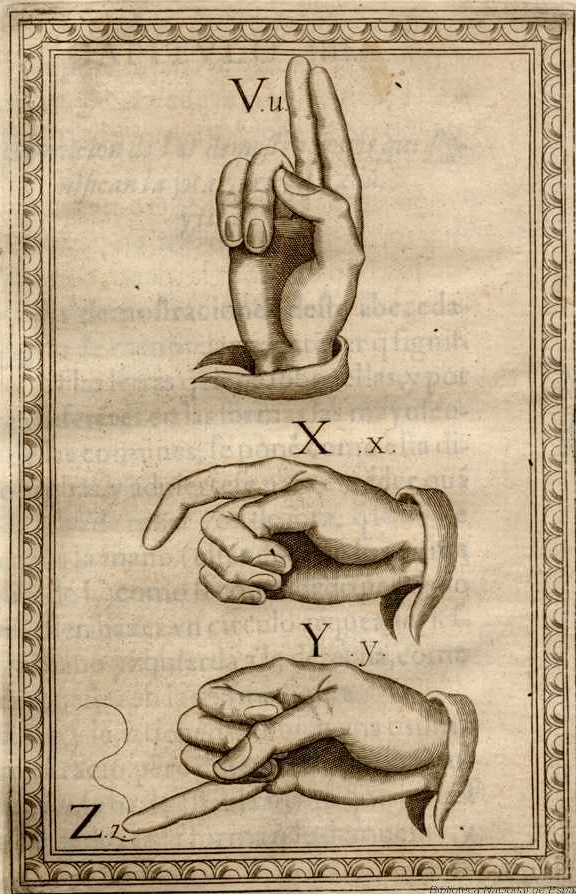
V, X, Y, Z.

## Főbb munkája
- Reduction de las letras y arte para enseńar a ablar los mudos. Madrid, 1620., magyar nyelven: A betűknek elemeikre való felbontása és a némák beszédre való tanításának művészete c. Budapest, 1907.

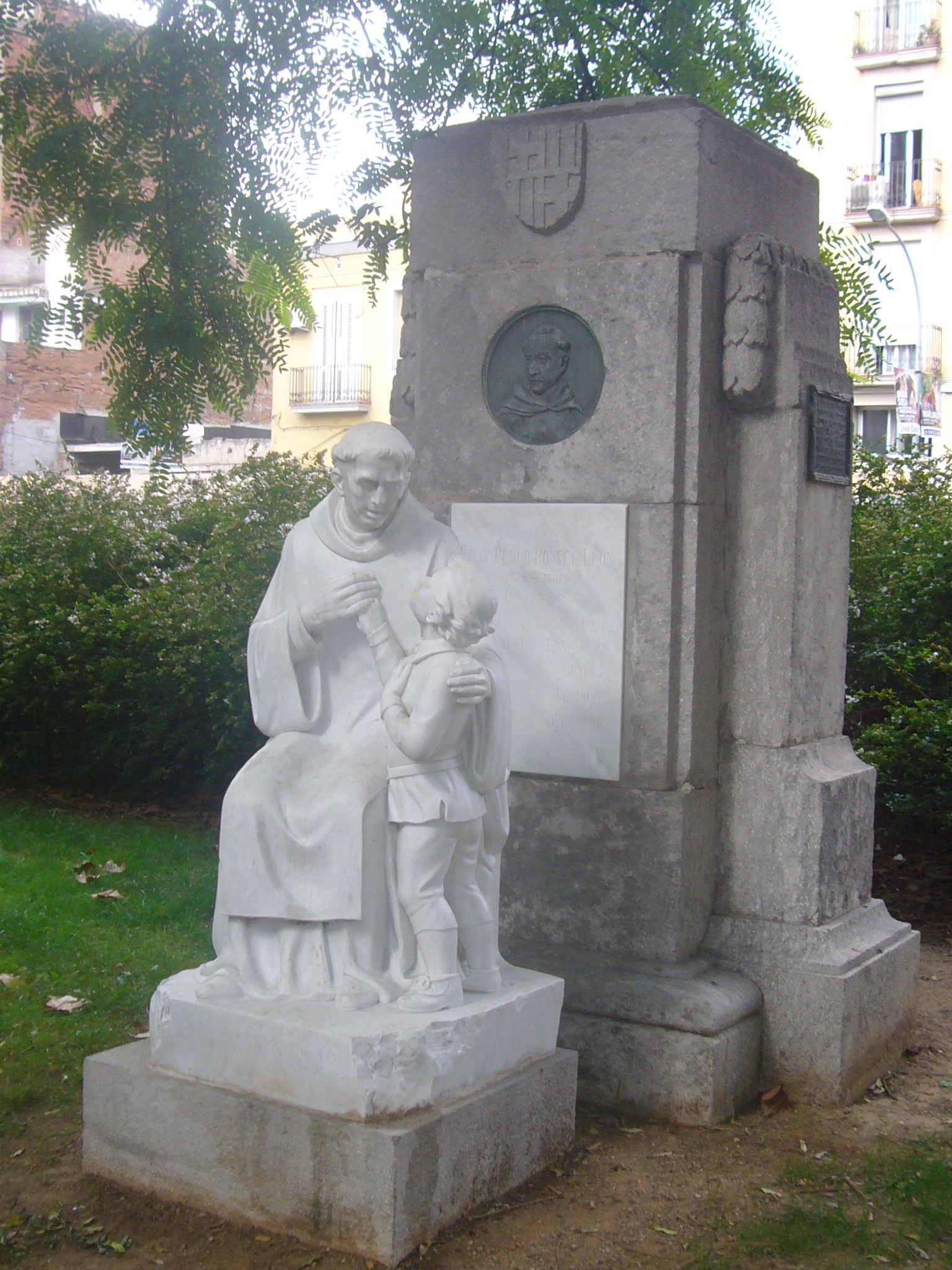
Emlékmű Bonet tiszteletére Barcelónában

## Magyarul
- A betűknek elemeikre való felbontása és a némák beszédre való tanításának művészete; ford. Adler Simon; Siketnéma-intézeti Tanárok Országos Egyesülete, Bp., 1907